# Kecskemét (distrikt)
Kecskemét är ett distrikt i Ungern. Det ligger i provinsen Bács-Kiskun, i den centrala delen av landet, 80 km sydost om huvudstaden Budapest.